# جک دافی
جک دافی (انگلیسی: Jack Duffy؛ ‏ ۴ سپتامبر ۱۸۸۲ – ۲۳ ژوئیهٔ ۱۹۳۹) بازیگر اهل ایالات متحده آمریکا بود.
از فیلم‌هایی که وی در آن‌ها نقش داشته‌است، می‌توان به زندگی سگی، حیاط خلوت، همسایه‌ها، مهمان‌نوازی ما، مادام بی‌هِـیو، سالی، آلیس در سرزمین عجایب و هتل کی‌استون اشاره نمود.